# Lolol
Lolol este un târg din provincia Colchagua, regiunea O'Higgins, Chile, cu o populație de 6.630 locuitori (2012) și o suprafață de 596,9 km2.